# 林小群
林小群（1933年—），原名林淑仪，女，原籍广东南海，生于广州，中国粤剧演员，曾任第五届全国人大代表。

## 家庭
父亲林超群为粤剧花旦。